# Pecheré
Pecheré (Pecherais,  Pecheray, Pesheri, Pešera), jedna od ranih skupina Alacalufa u središnjem predjelu Mageljanovog prolaza u Čileu (Isla Grande), koja je od Bougainvillea i drugih dobila ime Pecherais. Njihovo pravo ime nije poznato, a ovaj naziv dolazi po njihovom uzviku 'pecheray, pecheray! -Rana procjena brojnog stanja iznosila je oko 200 odraslih osoba. Nestali su ili apsorbirani.

## Vanjske poveznice
- Origen del nombre de la etnia